# Герб Кайманових Островів
Герб Кайманових Островів складається з щита, прикрашеного гребенем і девізом. Три зелених зірки, представляючи кожен з трьох населених островів (Великий Кайман, Малий Кайман і Кайман Брак), встановлені в нижній частині щита. Зірки на тлі синьо-білих хвилястих ліній, що символізують море.
У головній третини щита, на червоному тлі, золотий лев, «що йде з піднятою правою передньою лапою, звернений анфас» (що йде надалі з піднятою передньою лапою і тіло, помічене по стороні) — символ Великої Британії. Вище щита зелена черепаха на канаті. Позаду черепахи золотий ананас. Черепаха представляє морехідну історію Кайман; мотузка, її традиційна промисловість — виробництво мотузки соломи і ананас, його зв'язок з Ямайкою.
Девіз Островів: «He hath founded it upon the seas» («Він заснував це в морях») знаходиться в основі щита. Ця лінія, вірш із Псалма 24, що означає християнську спадщину Кайман, так само як його зв'язок з морем.
Положення про герб було схвалено Законодавчим Зборами в 1957 році, був схвалений Її Величністю 14 травня 1958.